# تروي هيل (لاعب كرة قدم أمريكية)
تروي هيل (من مواليد 29 أغسطس 1991) لاعب كرة قدم أمريكية لفريق كارولينا بانثرز من الرابطة الوطنية لكرة القدم (اتحاد كرة القدم الأميركي). لعب كرة القدم الجامعية في ولاية أوريغون .

## مهنة المدرسة الثانوية
التحق هيل بمدرسة سانت بونافنتورا الثانوية في فينتورا، كاليفورنيا. لعب ظهيرًا دفاعيًا للفريق الذي سجل الرقم القياسي 11-2 في موسمه الأول. و تم مصادرة كل هذه الانتصارات عندما علم أن هيل غير مؤهل. حصل هيل على مرتبة الشرف في المدرسة الثانوية، وعلى مدافع الفريق الأول لدوري كل القنوات لعام 2009،  2008 الفريق الثاني جميع الولايات ناشئين بواسطة CalHiSports.com،  مدافع الفريق الثاني لدوري All-Channel لعام 2007،  وكل CIF- القسم الجنوبي (القسم الشمالي).  حصل هيل على تصنيف ثلاث نجوم من Scout.com، وهو أيضًا مجند ثلاث نجوم وفقًا لموقع Rivals.com، والركن رقم 32 في البلاد.